# Montanhas do Leão
As Montanhas do Leão (também chamadas de Montanhas da Leoa ou Montanhas da Península) são uma cordilheira em Serra Leoa, país de África Ocidental. A faixa se estende por 30 quilômetros na Península de Freetown, no Oceano Atlântico, a sudeste da capital serra-leonesa, Freetown. As montanhas fazem parte do Parque Nacional da Península da Área Ocidental, uma reserva natural com proibição de caça, fundada em 1916. O ponto mais alto é o Picket Hill com 888 metros.
As Montanhas do Leão ficam isoladas na costa do Atlântico e são cercadas por mar e planícies em todas as direções. Elas avançam cerca de 200 quilômetros para o interior, começando a se elevar até os Planaltos da Guiné. Sendo as únicas montanhas costeiras significativas entre Marrocos e Camarões, as Montanhas do Leão foram uma característica marcante para os primeiros exploradores europeus.
A república de Serra Leoa deve o seu nome a estas montanhas. O explorador português Pedro de Sintra deu o nome em 1462 à serra de Serra Leoa. Posteriormente, os cartógrafos italianos consultaram o explorador italiano Alvise Cadamosto sobre o nome das montanhas. Ele se referiu a elas como Serra Leoa em sua própria língua e, desde então, o nome italiano tem sido usado.